# 29 de febrero
El 29 de febrero es el 60.º (sexagésimo) día del año del calendario gregoriano y solo existe en los años bisiestos. Desde esta fecha quedan 306 días para finalizar el año.
Un año es bisiesto si es múltiplo de 4, con una importante excepción: si es múltiplo de 100 (es decir, si termina en 00), solo será bisiesto si también es múltiplo de 400. Ejemplos:
- Sí fueron bisiestos 1600 y 2000 (y lo serán 2400, 2800, 3200...).
- No fueron bisiestos 1700, 1800, 1900 (y tampoco lo serán 2100, 2200, 2300...).

El último año bisiesto fue 2024, el siguiente será 2028. 
El último día del invierno meteorológico en el hemisferio norte en años bisiestos,  también es el último día de verano meteorolológico en el hemisferio sur en años bisiestos.
En el calendario romano el día bisiesto, el que se añadía al calendario cada cuatro años, no era el 29 de febrero sino el 23, ya que este era el sexto día antes de las calendas de marzo. Así, había dos 23 de febrero, el primero era «el sexto día antes de las calendas de marzo» y el día siguiente era «el bi-sexto día antes de las calendas de marzo».
Se calcula de esta manera: un año normal del calendario gregoriano cuenta 365 días cuando en realidad son exactamente 365 días, 5 horas con 48 minutos y 56 segundos (365,25 días). Estas horas se redondean a 6, lo que hace que cada cuatro años (año bisiesto) sumen un total de 24 horas (un día).

## Acontecimientos
- 1504: en Jamaica, Cristóbal Colón aprovecha su Almanach Perpétuum[1] (de Abraham Zacuto), que pronosticaba un eclipse lunar esta noche, para convencer a los nativos de proveerle víveres.
- 1704: en Norteamérica, fuerzas francesas y nativas atacan y destruyen el pueblo de Deerfield (Massachusetts), matando a 100 hombres, mujeres y niños.
- 1712: en Suecia, este día fue seguido por un 30 de febrero, como una estrategia para abolir el calendario sueco y retornar al calendario juliano (actualmente se utiliza el gregoriano).
- 1720: en Suecia, la reina Ulrica Leonor abdica en favor de su cónyuge, Federico de Hessen.
- 1912: La piedra movediza de Tandil (en la provincia de Buenos Aires, Argentina), cae y se destruye en tres pedazos, probablemente en un acto de vandalismo.
- 1916: en Carolina del Sur, la edad mínima de los trabajadores en fábricas, molinos y minas se eleva desde 12 a 14 años.
- 1940: la película Lo que el viento se llevó obtiene ocho premios Óscar.
- 1952: la isla Heligoland es devuelta a las autoridades de Alemania.
- 1960: en Marruecos, un terremoto asola la ciudad de Agadir.
- 1964: en Estados Unidos, el presidente Lyndon Johnson anuncia que se ha desarrollado un avión (el  Lockheed A-12), capaz de volar a más de 3200 km/h a más de 20 km de altura.
- 1964: en la puerta de la casa de sus padres en Buenos Aires (Argentina), Raúl Alterman (32), militante del Partido Comunista, es asesinado a balazos en un ataque antisemita en represalia por la captura del criminal nazi Adolf Eichmann en las afueras de Buenos Aires, en 1960.
- 1988: en Ciudad del Cabo (Sudáfrica) el gobierno blanco detiene al arzobispo Desmond Tutu junto con una centena de clérigos durante sus protestas contra los frenos estatales impuestos a las organizaciones antiapartheid cinco días antes.
- 1996: en Arequipa (Perú), el Vuelo 251 de Faucett Perú se estrella a unos minutos de aterrizar debido a un impacto contra el terreno sin pérdida de control, dando lugar a uno de los peores accidentes de la aviación comercial en el país.
- 2000: último día bisiesto del siglo XX
- 2004: en Haití, un golpe de Estado derroca al presidente Jean-Bertrand Aristide, que es enviado fuera del país.
- 2008: primer día europeo de Enfermedades raras
- 2012: finalizan las obras para el Tokyo Skytree.
- 2020: firma del acuerdo de paz entre los talibanes y Estados Unidos, finalizando la segunda guerra de Afganistán, que se inició en 2015 y que a su vez era la continuación directa de la primera guerra de Afganistán que comenzó con la invasión estadounidense en 2001.

## Nacimientos
- 1468: Paulo III, papa italiano (f. 1549).
- 1528: Alberto V de Baviera, noble alemán (f. 1579).
- 1528: Domingo Báñez, dominico, filósofo y teólogo español (f. 1604).
- 1572: Edward Cecil, noble inglés (f. 1638).
- 1692: John Byrom, poeta británico (f. 1763).
- 1764: Paul Erman, físico alemán (f. 1851).

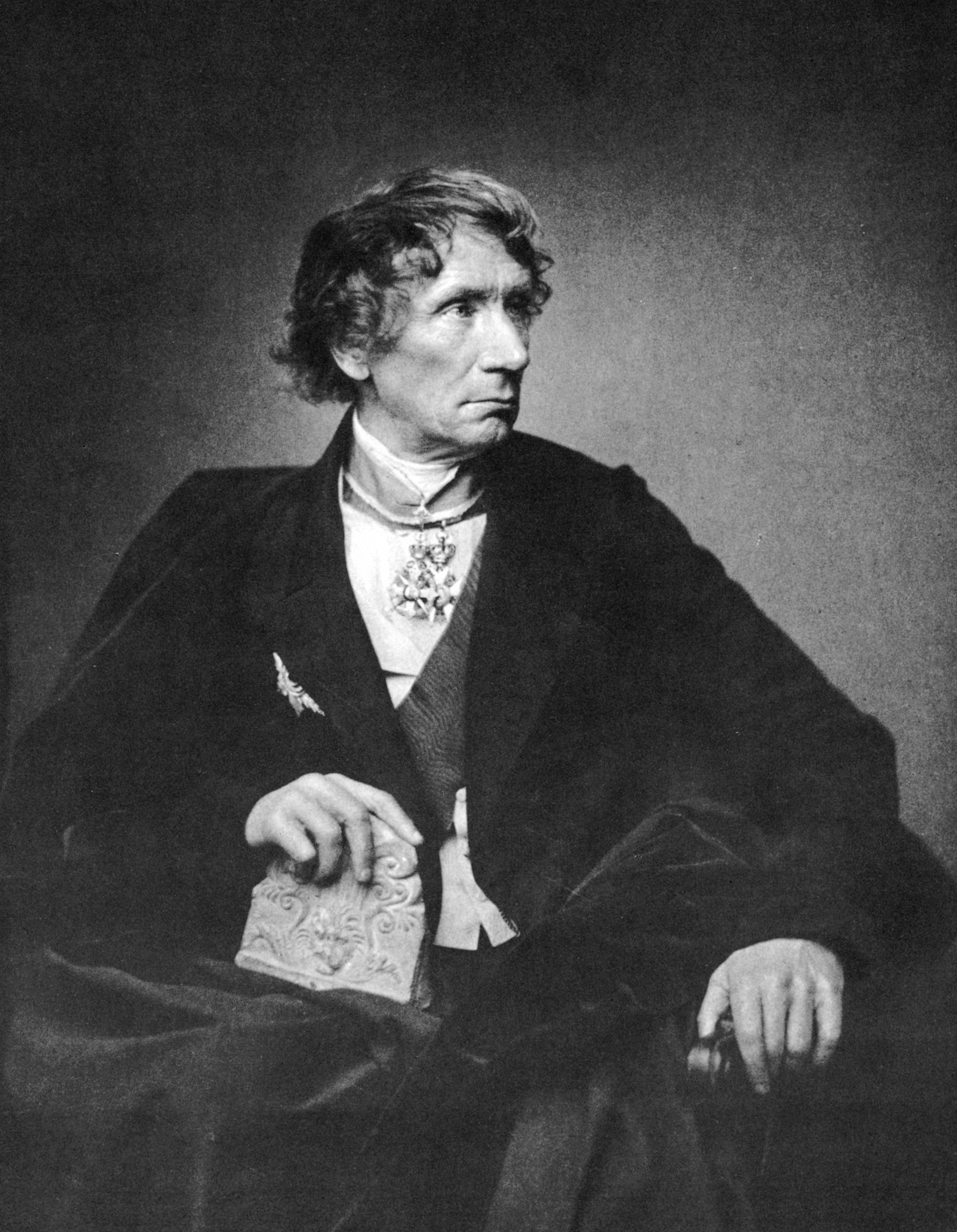
Leo von Klenze.

- 1784: Leo von Klenze, arquitecto, pintor y escritor alemán (f. 1864).
- 1788: Martín Zurbano, militar español (f. 1845).
- 1792: Gioacchino Rossini, compositor italiano (f. 1868).
- 1808: Charles Pritchard, astrónomo británico (f. 1893).
- 1808: Hugh Falconer, geólogo británico (f. 1865).
- 1820: Lewis Swift, astrónomo estadounidense (f. 1913).
- 1836: Alfred Charles Chabert, botánico francés (f. 1916).
- 1840: Theodor Leber, oftalmólogo alemán (f. 1917).
- 1844: Henry Somm, pintor, dibujante y caricaturista francés (f. 1907).
- 1856: Joan Vila Cinca, pintor catalán (f. 1938).
- 1860: Herman Hollerith, estadístico estadounidense, inventor de la máquina tabuladora (f. 1929).
- 1864: Adolf Wölfli, dibujante y pintor estadounidense (f. 1930).
- 1864: Alice Davenport, actriz estadounidense (f. 1936).
- 1864: Abraham Quintana, político argentino (f. 1902).
- 1868: José Ramón Lomba de la Pedraja, catedrático español (f. 1951).
- 1868: Heinrich Claß, político alemán (f. 1953).
- 1872: Kazimierz Bein, oftalmólogo polaco (f. 1959).
- 1884: Frederick Grace, boxeador británico (f. 1964).
- 1888: Carles Pi i Sunyer, político español (f. 1971).
- 1888: José Pemartín Sanjuán, político español (f. 1954).
- 1892: Augusta Savage, escultora estadounidense (f. 1962).
- 1892: Ana María Ibars Ibars, escritora española (f. 1965).
- 1896: Morarji Desai, primer ministro indio (f. 1995).
- 1896: William A. Wellman, cineasta estadounidense (f. 1975).
- 1896: Louis Fischer, periodista estadounidense (f. 1970).
- 1904: Jimmy Dorsey, director de banda y músico estadounidense (f. 1957).
- 1904: Francisca Mateos Rodríguez, maestra española (f. 2004).
- 1908: Balthus, artista franco-polaco (f. 2001).
- 1908: Dee Brown, escritor estadounidense (f. 2002).
- 1908: Manuel Rosas Sánchez, futbolista mexicano (f. 1989).
- 1908: Roberto Gil, periodista argentino (f. 1981).
- 1908: Robert Pearce, luchador estadounidense (f. 1996).
- 1912: Taiichi Ohno, ingeniero industrial japonés (f. 1990).
- 1912: Rufino Martos Ortiz, pintor español (f. 1993).

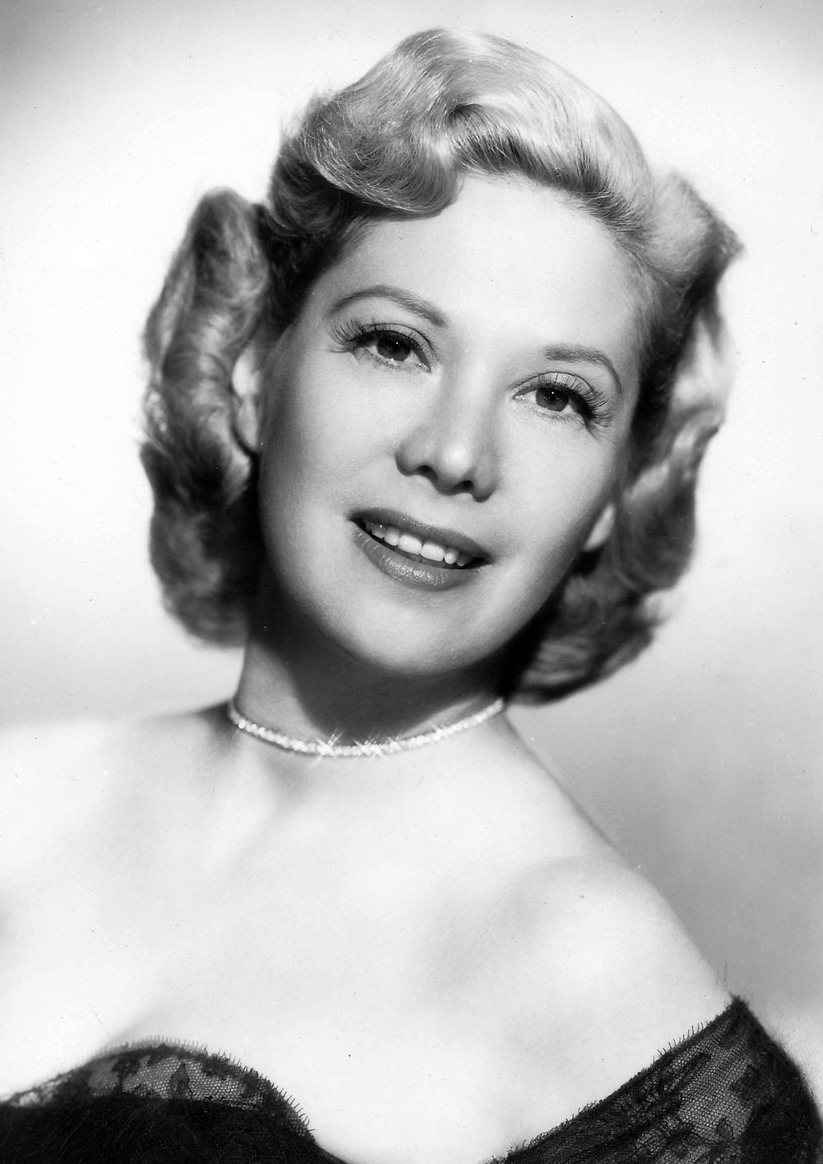
Dinah Shore

- Dinah Shore1916: Dinah Shore, actriz y cantante estadounidense (f. 1994).
- 1916: Olga Luzardo, periodista venezolana (f. 2016).
- 1920: James Mitchell, actor estadounidense (f. 2010).
- 1920: Howard Nemerov, poeta estadounidense (f. 1991).
- 1920: Román Piña Chan, arqueólogo y antropólogo mexicano (f. 2001).
- 1920: John Chaney, baloncestista estadounidense (f. 2004).
- 1920: Michèle Morgan, actriz francesa (f. 2016).
- 1920: Beltrán Urenda, político chileno (f. 2013).
- 1920: Arthur Franz, actor estadounidense (f. 2006).
- 1924: Andrzej Maria Deskur, cardenal polaco (f. 2011).
- 1924: Carlos Humberto Romero, presidente salvadoreño (f. 2017).
- 1924: Pierre Sinibaldi, futbolista y entrenador francés (f. 2012).
- 1924: Gunnar Johansson, futbolista y entrenador sueco (f. 2003).
- 1924: Agustín Hernández Navarro, arquitecto mexicano (f. 2022).
- 1924: Ángel Pardo, historietista español (f. 1995).
- 1924: Vladímir Kriuchkov, político soviético (f. 2007).
- 1924: David Beattie, político neozelandés (f. 2001).
- 1924: Al Rosen, beisbolista estadounidense (f. 2015).
- 1928: Gustavo Biosca, futbolista español (f. 2014).
- 1928: Seymour Papert, investigador sudafricano (f. 2016).
- 1928: Bernat Capó García, periodista español (f. 2017).
- 1928: Joss Ackland, actor británico (f. 2023).
- 1928: Ivan Bogdan, luchador ucraniano (f. 2020).
- 1928: Tempest Storm, actriz estadounidense (f. 2021).
- 1932: Gene Golub, matemático estadounidense (f. 2007).
- 1932: Masten Gregory, piloto estadounidense de Fórmula 1 (f. 1985).
- 1932: Milner Cajahuaringa, pintor peruano (f. 2017).
- 1932: Reri Grist, soprano estadounidense.
- 1932: Ricardo Ferré Alemán, ginecólogo español (f. 2014).
- 1932: Antonius Geurts, piragüista neerlandés (f. 2017).
- 1932: Hermann Weiß, historiador y escritor alemán (f. 2015).
- 1936: Alex Rocco, actor estadounidense (f. 2015).
- 1936: Ives Roqueta, político, activista y escritor francés en lengua occitana (f. 2015).
- 1936: Marin Sorescu, poeta, dramaturgo, y novelista rumano (f. 1996).
- 1936: Frederik Vanmelle, actor belga (f. 1985).
- 1936: Milton Bluehouse Sr., político estadounidense (f. 2019).
- 1936: Henri Richard, jugador de hockey sobre hielo canadiense (f. 2020).
- 1936: Jack Lousma, ingeniero aeronáutico estadounidense.
- 1936: Aleksei Mamykin, futbolista y entrenador ruso (f. 2011).
- 1940: Bartolomé I, religioso ortodoxo.
- 1940: Margit Carstensen, actriz alemana (f. 2023).
- 1940: Harvey Jason, actor inglés.
- 1940: José Ramón Durand, baloncestista español (f. 2013).
- 1940: Ethel Gilmour, pintora estadounidense (f. 2008).
- 1940: Yoshio Harada, actor japonés (f. 2011).
- 1940: Deloris Perlmutter, bailarina, coreógrafa y modelo estadounidense.
- 1944: Ene Ergma, político estonio.
- 1944: Dennis Farina, actor estadounidense (f. 2013).

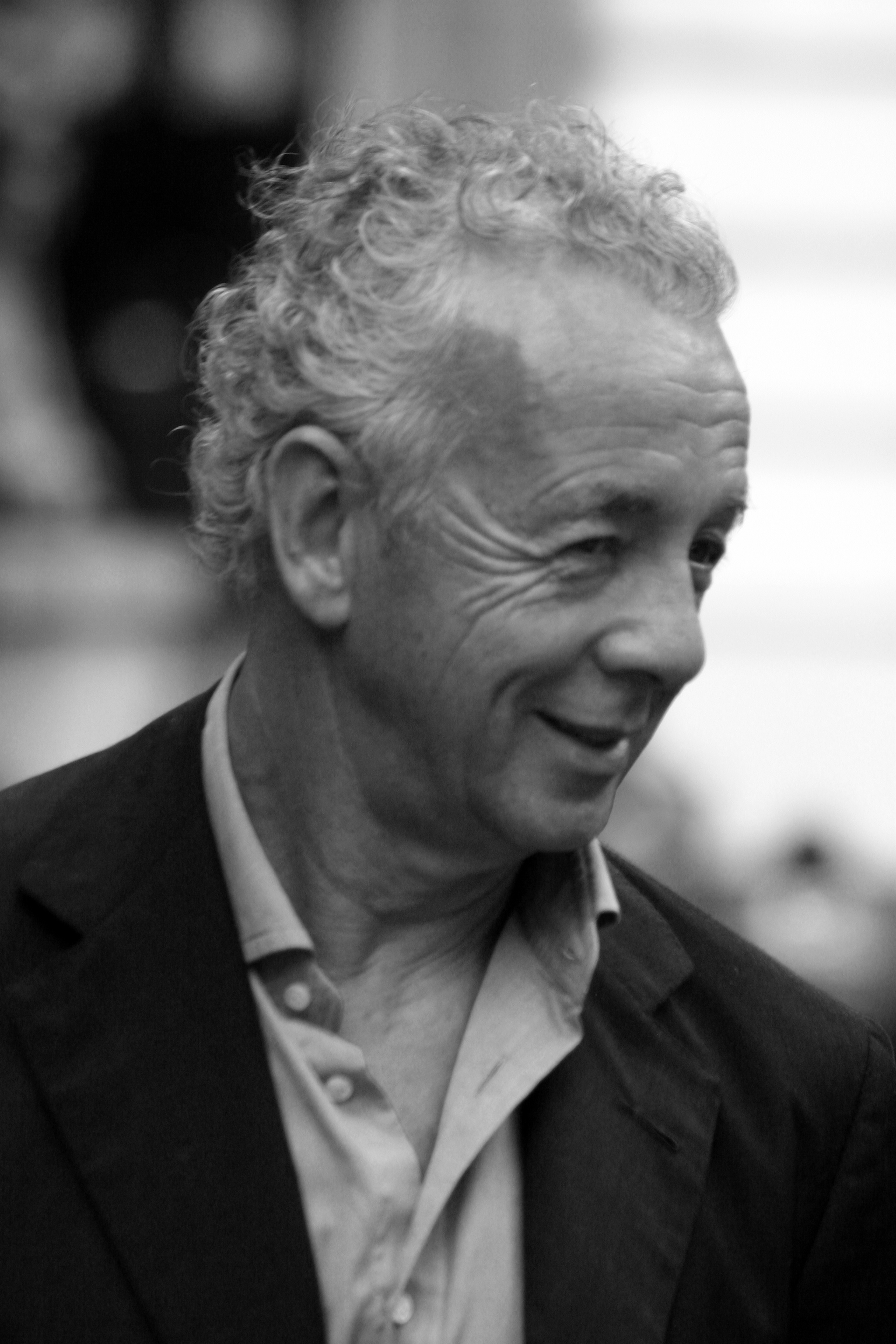
Gilles Bensimon

- Gilles Bensimon1944: Paolo Eleuteri Serpieri, historietista italiano.
- 1944: Gilles Bensimon, fotógrafo francés.
- 1944: Josep Maria Baget Herms, periodista español (f. 2004).
- 1944: Phyllis Frelich, actriz estadounidense (f. 2014).
- 1944: Hanspeter Kraft, matemático suizo.
- 1944: Callum McCarthy, economista y empresario británico.
- 1944: Sharon Hugueny, actriz estadounidense (f. 1996).
- 1944: David Briggs, productor musical estadounidense (f. 1995).
- 1944: Hu Zhigang, futbolista y entrenador chino.
- 1948: Juan Salgado Brito, político mexicano.
- 1948: Ken Foree, actor estadounidense.
- 1948: Chung Un Chan, político surcoreano.
- 1948: Xosé Deira, político español.
- 1948: Arthur Van de Vijver, ciclista belga (f. 1992).
- 1948: Yanti Somer, actriz finlandesa.
- 1948: Richie Cole, músico estadounidense (f. 2020).
- 1948: Hugh Thomas, jinete británico.
- 1948: Jirō Akagawa, novelista japonés.
- 1952: Patricio Contesse, ingeniero chileno.
- 1952: René Cortázar, economista chileno.
- 1952: Tim Powers, escritor estadounidense.
- 1952: Oswaldo Payá, político cubano (f. 2012).
- 1952: Giovanni Fedrigo, ciclista italiano.
- 1952: Francisco Burillo Mozota, arqueólogo e historiador español.
- 1952: Lucha Castro, activista mexicana.
- 1952: Kazuo Oga, director de arte japonés.
- 1952: Raísa Smetánina, esquiadora rusa.
- 1952: Raúl González Rodríguez, atleta mexicano.
- 1956: Aileen Carol Wuornos, asesina en serie estadounidense (f. 2002).
- 1956: Alexandr Rogov, piragüista soviético (f. 2004).
- 1956: J. Randy Taraborrelli, biógrafo, escritor y periodista estadounidense.
- 1956: Fuad Khoury, contador público peruano.
- 1960: Cheb Khaled, cantante argelino.

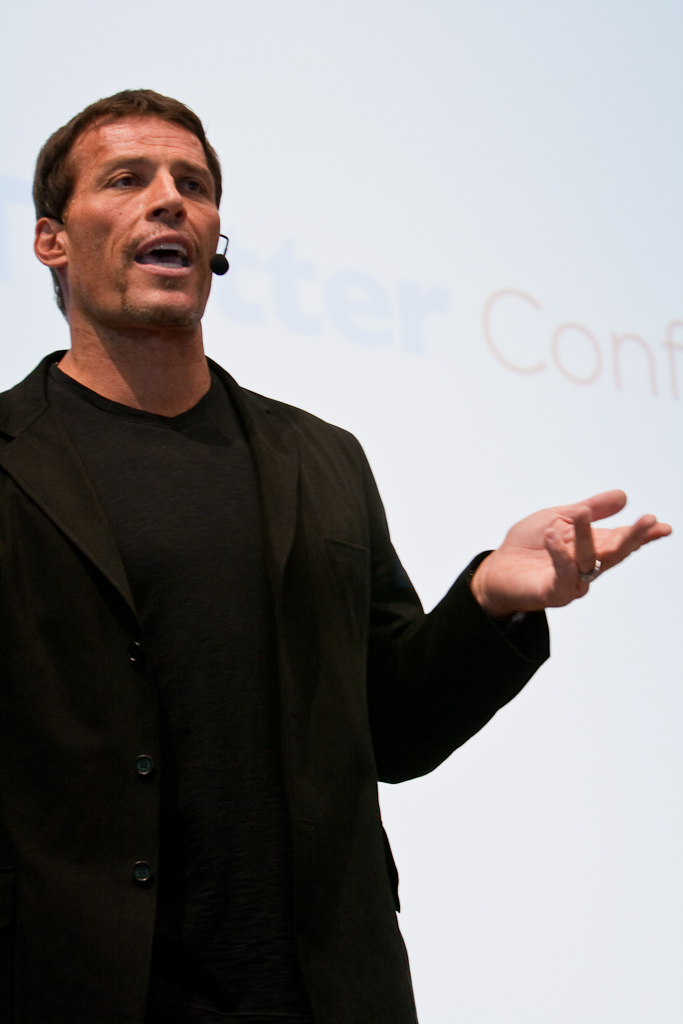
Tony Robbins.

- 1960: Tony Robbins, escritor y orador motivacional estadounidense.
- 1960: Richard Ramirez, asesino en serie estadounidense (f. 2013).
- 1960: Karlos Santisteban, escritor español.
- 1960: Roberto Pumar, empresario argentino.
- 1960: Luis Velozo Papez, médico cirujano chileno.
- 1960: Scott Molina, triatleta estadounidense.
- 1964: Dave Brailsford, ciclista galés.
- 1964: Henrik Sundström, tenista sueco.
- 1964: Ola Lindgren, balonmanista sueco.
- 1964: Ion Imanol Rementería, baloncestista español (f. 2022).
- 1964: Larisa Peleshenko, atleta rusa.
- 1964: Svilen Rusinov, boxeador búlgaro.
- 1964: Lyndon Byers, jugador de hockey sobre hielo canadiense (f. 2025).
- 1968: Grillo Villegas, músico boliviano.
- 1968: Chucky Brown, baloncestista estadounidense.
- 1968: Luis Barroso Gómez, ciclista venezolano.
- 1968: Suanne Braun, actriz sudafricana.
- 1968: John Patrick, entrenador de baloncesto estadounidense.
- 1968: Wendi Peters, actriz inglesa.
- 1968: Sadik Mujkič, remero esloveno.
- 1968: Irina Kalimbet, remera soviética.

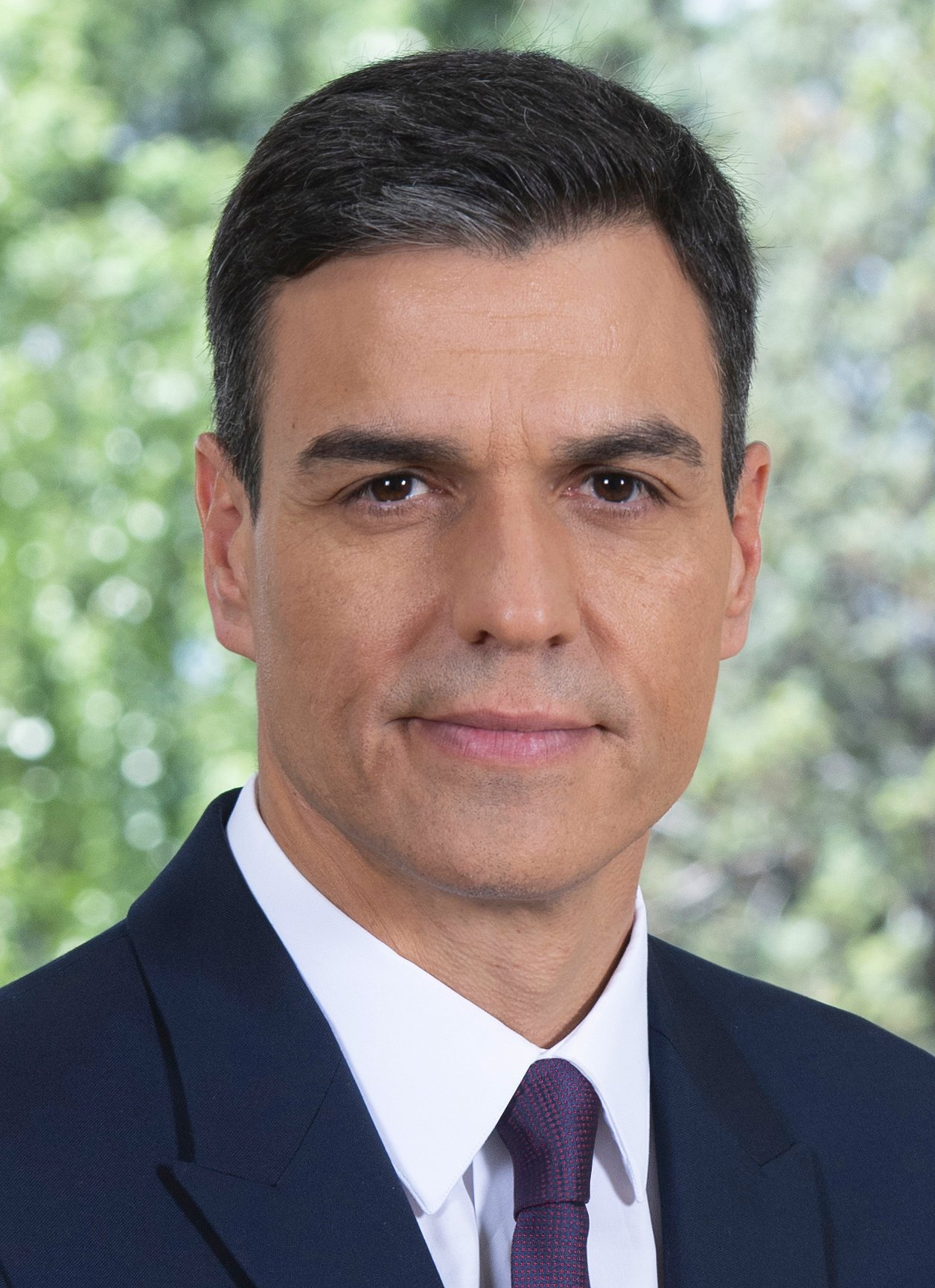
Pedro Sánchez.

- 1972: Pedro Sánchez, político español y presidente de España (2019-presente).
- 1972: Ruth Baza, escritora y periodista española.
- 1972: Antonio Sabato, Jr., actor italo-estadounidense.
- 1972: Dave Williams, cantante estadounidense, de la banda Drowning Pool (f. 2002).
- 1972: Saul Williams, cantante y actor estadounidense.
- 1972: Pedro Zamora, activista cubano-estadounidense (f. 1994).
- 1972: Ángel Castresana, ciclista español.
- 1972: Magnus Kihlstedt, futbolista sueco.Ruth Baza

Ruth Baza

- 1972: Joey Greco, actor estadounidense.
- 1972: Iván García, atleta cubano.
- 1976: Ja Rule, rapero y actor estadounidense.
- 1976: Emilio Merchán, piragüista español.
- 1976: Katalin Kovács, piragüista húngara.
- 1976: José Reginaldo Vital, futbolista brasileño.
- 1976: Vonteego Cummings, baloncestista estadounidense.
- 1976: Milaim Rama, futbolista suizo-kosovar.
- 1976: Zoe Baker, nadadora británica.
- 1976: Gábor Vincze, yudoca húngaro.
- 1976: Ghead Grisha, árbitro de fútbol egipcio.
- 1976: Jonathan Watling, remero estadounidense.
- 1976: Tinoi Christie, futbolista papú.
- 1980: Taylor Twellman, futbolista estadounidense.
- 1980: Fernando Fayart, futbolista argentino.
- 1980: José Almaraz, futbolista argentino.
- 1980: Rubén Plaza, ciclista español.
- 1980: Ivan Goi, piloto de motociclismo italiano.
- 1980: Dálmata, cantante puertorriqueño de reguetón.
- 1980: Mijalis Murutsos, taekwondista griego.
- 1980: Patrick Côté, peleador canadiense.
- 1980: Andreas Jakobsson, snowboarder sueco.
- 1980: Ricardo Barroso Agramont, abogado y político mexicano.
- 1980: Natalia Cuello, árbitra de baloncesto dominicana.
- 1980: Artem Morozov, remero ucraniano.
- 1980: Cecil Egwuatu, baloncestista alemán.
- 1984: Darren Ambrose, futbolista británico.

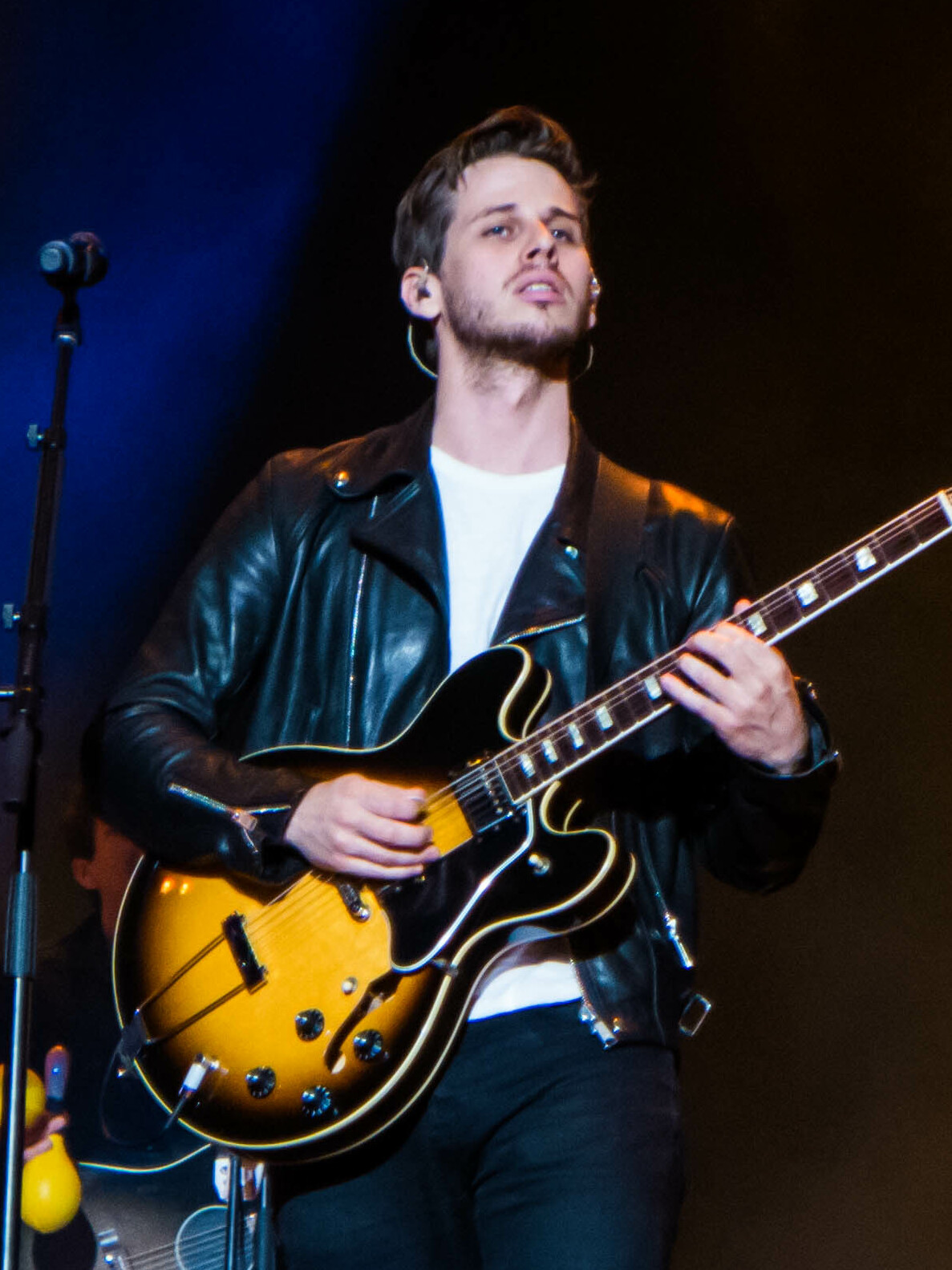
Mark Foster

- Mark Foster1984: Mark Foster, cantante estadounidense, de la banda Foster the People.
- 1984: Nuria Martínez, baloncestista española.
- 1984: Kiyoe Yoshioka, cantante japonesa.
- 1984: Cullen Jones, nadador estadounidense.
- 1984: Ernest Bong, futbolista vanuatuense.
- 1984: Rakhee Thakrar, actriz británica.
- 1984: Rogerio Castro Vázquez, político mexicano.
- 1984: Arnaud Valois, actor francés.
- 1984: Olga Boladz, actriz polaca.
- 1984: Ionuț Gheorghe, boxeador rumano.
- 1984: Brad Snyder, nadador estadounidense.
- 1984: Stefano Pesoli, futbolista italiano.
- 1984: Hélio Pinto, futbolista portugués.
- 1984: Eduard Lusikyan, futbolista ruso.
- 1984: Daniel Lawitzke, remero alemán.
- 1984: Óscar Albalat, atleta español.
- 1988: Benedikt Höwedes, futbolista alemán.
- 1988: Mikel Balenziaga, futbolista español.
- 1988: Fredixon Elvir, futbolista hondureño.
- 1988: Lena Gercke, modelo alemana.
- 1988: Mirzohid Farmonov, yudoca uzbeko.
- 1988: Luciano Cigno, futbolista argentino.
- 1988: Pauline Kwalea, atleta salomonense.
- 1988: Hannah Mills, regatista británica.
- 1988: Blaine Scully, rugbista estadounidense.
- 1988: Stefania Tarenzi, futbolista italiana.
- 1988: Fabiano Ribeiro de Freitas, futbolista brasileño.
- 1992: María Guadalupe González Talavera, modelo paraguaya, Miss Universo Paraguay en 2013.
- 1992: Saphir Taïder, futbolista franco-argelino.
- 1992: Perry Kitchen, futbolista estadounidense.
- 1992: Guido Herrera, futbolista argentino.
- 1992: Caitlin E.J. Meyer, actriz estadounidense.
- 1992: Jawad El Yamiq, futbolista marroquí.
- 1992: Aleksandrina Naydenova, tenista búlgara.
- 1992: Dennis Clifford, baloncetista estadounidense.
- 1992: Yevhen Banada, futbolista ucraniano.
- 1992: Hsu Chia-Lin, taekwondista taiwanés.
- 1992: Jessica Long, nadadora estadounidense.
- 1992: Dwight Ritchie, boxeador australiano (f. 2019).
- 1992: Katie Stengel, futbolista estadounidense.
- 1992: Eric Kendricks, jugador de fútbol americano estadounidense.
- 1992: Jessie Usher, actor estadounidense.
- 1992: Antonio Santurro, futbolista italiano.
- 1996: Jaume Valens Cardell, futbolista español.
- 1996: Andrea Esteban Catalán, futbolista española.
- 1996: Aníbal Rosales, futbolista venezolano.
- 1996: Sebastian Schmitt, baloncestista alemán.
- 1996: Soya Takahashi, futbolista japonés.
- 1996: Shuta Doi futbolista japonés.
- 1996: Reece Prescod, atleta británico.
- 1996: Norberto Briasco, futbolista argentino.
- 1996: Alice Fernandes Da Silva, balonmanista brasileña.
- 1996: Viktor Petryk, luchador ucraniano.
- 1996: Jesús Limardo, esgrimidor venezolano.
- 1996: Laura Ruggieri, arquera francesa.
- 1996: Rajindra Campbell, atleta jamaicano.
- 1996: Yuta Obara, ciclista japonés.
- 2000: Ferran Torres, futbolista español.
- 2000: Armin Hodžić, futbolista bosnio.
- 2000: Alejandro Marcos López, futbolista español.
- 2000: Tyrese Haliburton, baloncestista estadounidense.
- 2000: Jesper Lindstrøm, futbolista danés.
- 2000: Hugo Vetlesen, futbolista noruego.
- 2000: Demi van den Wildenberg, atleta neerlandesa.
- 2000: Francisco Mwepu, futbolista zambiano.
- 2000: Gonzalo Flores, futbolista chileno.
- 2000: DeAndre Pinckney, baloncestista estadounidense.
- 2000: Álvaro Jiménez Alonso, atleta español.
- 2000: Jordan Rezabala, futbolista ecuatoriano.
- 2000: Samuel Zehnder, balonmanista suizo.
- 2004: Lydia Jacoby, nadadora estadounidense.
- 2004: Abduqodir Husanov, futbolista uzbeko.
- 2008: Jorthy Mokio, futbolista belga.

## Fallecimientos
- 468: Hilario, papa católico italiano (n. ?).
- 1740: Pietro Ottoboni, cardenal italiano (n. 1667).
- 1868: Luis I de Baviera, rey bávaro entre 1825 y 1848 (n. 1786).
- 1928: Armando Diaz, militar italiano (n. 1861).
- 1932: Ramón Casas, pintor español (n. 1866).
- 1940: E. F. Benson, escritor británico (n. 1867).
- 1944: Pehr Evind Svinhufvud, presidente finlandés entre 1931 y 1937 (n. 1861).
- 1960: Amadeo Sabattini, político argentino (n. 1892).
- 1976: Paul Schallück, escritor alemán (n. 1922).
- 1980: Yigal Alón, político israelí (n. 1918).
- 1988: Beatriz Guido, novelista argentina (n. 1922).
- 2004: Danny Ortiz, futbolista guatemalteco (n. 1976).
- 2008: Janet Kagan, escritora estadounidense (n. 1946).
- 2012: Conchita Carrillo, locutora española (n. 1928).
- 2012: Davy Jones, actor, compositor y cantante estadounidense de The Monkees (n. 1945).
- 2012: José Luis Milá i Sagnier, aristócrata y abogado español (n. 1918).
- 2016: Hannes Löhr, futbolista y entrenador de fútbol alemán.
- 2016: José Parra Martínez, futbolista español (n.1925).
- 2020: Luis Alfonso Mendoza, actor de doblaje mexicano (n.1964).
- 2024: Brian Mulroney, político canadiense, Primer ministro de Canadá entre 1984 y 1993 (n. 1939).

## Celebraciones
- Día Mundial de las Enfermedades Raras.[2][3]

### Santoral católico
- San Hilario, papa (f. 468).
- San Osvaldo de Worchester, obispo, canónigo y monje (f. 992).
- Beata Antonia de Florencia, fundadora y abadesa (f. 1472).
- San Agusto Chapdelaine, presbítero y mártir (f. 1856).